# Palm Coast
Palm Coast je město ve Flagler County na Floridě. Podle sčítání lidu v roce 2020 ve městě žilo přibližně 89 tisíc obyvatel, což je téměř o 200 % více, než v roce 2000. Počet obyvatel se v roce 2022 odhadoval na 98 411. Jde o nejlidnatější město v okrese.
Je součástí metropolitní oblasti Deltona – Daytona Beach – Ormond Beach.